# 丁立人
丁立人（1992年10月24日—），男，浙江温州人，中国国际象棋手，国际象棋特级大师，2023年国际象棋世界冠军。最高等级分到达2816.9。

## 生平
丁立人1992年出生于浙江温州，4岁学棋，5岁进入温州市全国国际象棋高水平后备人才培训基地，教练为黄希文、王骋。2009年4月入选国家队。温州中学毕业后，他于2012年保送升入北京大学法学院。2009年他成为中国第30个国际象棋特级大师。2013年5月获第四届中国海南儋州国际象棋特级大师超霸战冠军。2014年蝉联冠军。
2014年8月代表中国队参加第41届国际象棋奥林匹克，为中国队首次夺得男团冠军。2018年10月代表中国队参加第43届国际象棋奥林匹克并坐镇一台，再次夺得男团冠军。
在国际棋联2022年7月的排名中，丁立人的等级分为2806，居中国第1，世界第2。
2022年3月，原本已取得2022年国际象棋世界冠军候选人赛参赛资格的俄罗斯棋手谢尔盖·卡里亚金公开支持俄罗斯入侵乌克兰，国际棋联因此剥夺了卡里亚金的参赛资格，由丁立人顶替卡里亚金参加候选人赛。他在候选人赛中获得亚军，冠军为俄罗斯棋手扬·涅波姆尼亚奇。在卫冕世界冠军芒努斯·卡尔森宣布放弃卫冕后，丁立人顶替卡尔森与涅波姆尼亚奇争夺新一届世界冠军。
2023年4月，他击败涅波姆尼亚奇，加冕2023年国际象棋世界冠军。
2024年12月，于2024年国际象棋世界冠军赛中憾负于多曼拉朱·古凯什，未能卫冕。